# Grand Ru de l'Abbaye
Pour les articles homonymes, voir L'Abbaye.
Le Grand Ru de l'Abbaye est un cours d'eau français qui coule dans le département de Seine-et-Marne, en région Île-de-France. C'est un affluent de la Visandre.

## Géographie
De 10,51 kilomètres de longueur, le Grand Ru de l'Abbaye nait dans la commune de Saint-Hillierset, se jette dans la Visandre à Jouy-le-Châtel - 
Il s'écoule globalement de l’est vers l'ouest.

### Communes traversées
Le Grand Ru de l'Abbaye traverse quatre communes, soit d'amont vers l'aval : 
Saint-Hilliers ~ Chenoise ~ Bannost-Villegagnon ~ Jouy-le-Châtel, toutes situées dans le département de Seine-et-Marne.

### Bassin versant
Son bassin versant correspond à une zone hydrographique traversée « Le ruisseau de la Visandre de sa source au confluent de l'Yerres (exclu) (F471) » et s'étend sur 128 km2. Il est constitué à 83,68 % de « territoires agricoles », 12,13 % de « forêts et milieux semi-naturels » et 4 % de « territoires artificialisés ».

## Affluents
Selon le SANDRE, le Grand Ru de l'Abbaye a un affluent référencé :
- le fossé 01 de la Commune de Jouy-le-Châtel[4], long de 2 km, sur la commune de  Jouy-le-Châtel.

Donc le rang de Strahler du Grand Ru de l'Abbaye est de deux.